# Livio Boncompagni
Livio Boncompagni (Sansepolcro, 30 luglio 1944) è un politico italiano, esponente del Partito Comunista Italiano e poi del Partito Democratico della Sinistra.

## Biografia
Nato a Sansepolcro, avvia l'attività politica in giovane età nelle file del Partito Comunista Italiano. Operaio nell'azienda alimentare Buitoni – del gruppo IBP, leader italiano della produzione di pasta negli anni '70 del XX secolo – si interessa anche dell'attività sindacale.
Inizia l'attività politico-istituzionale nel 1980, quando è eletto consigliere comunale e nominato assessore nel Comune di Sansepolcro.
Al termine del mandato parlamentare (1º luglio 1987) lascia la vita parlamentare. Dal 1988 al 1988 è vicesindaco di Sansepolcro. Successivamente, per alcuni anni, è presidente del Molino Sociale Altotiberino, società cooperativa agricola con sede in Sansepolcro e succursale in Selci.

## Attività parlamentare
Eletto deputato l'8 settembre 1981 nel collegio di Siena (a seguito della morte dell'on. Fernando Di Giulio, avvenuta il 28 agosto 1981), nella VII legislatura è membro del gruppo del Partito Comunista Italiano e componente della Commissione Difesa della Camera dei Deputati.
Alle elezioni del 5 luglio 1983 viene nuovamente eletto deputato, nello stesso collegio, per l'VIII legislatura. Ancora membro del gruppo del Partito Comunista Italiano, è membro della Commissione Agricoltura e Foreste, della quale è segretario dall'11 agosto 1983 al 24 settembre 1985.